# Jaroslav Volek
Jaroslav Volek, född 1923 i Trenčín, död 1989 i Prag var en tjeckisk musikolog och semiotiker.
Volek utvecklade en teori om modal musik som omfattade en idé om polymodalitet och alterering av toner som han kallade flex, vilket resulterade i vad han kallade systemet med flexibla diatoniska skalor. Han omsatte denna teori på verk av Béla Bartók och Leoš Janáček.